# Kim Leoni
Kim Leoni (Rotterdam) is een half-Indonesische half-Nederlandse zangeres die enige bekendheid vergaarde met het nummer Medicine dat een bescheiden hit werd in Amerika.

## Persoonlijke achtergrond
Kim Leoni reisde met haar familie de hele wereld rond en heeft in Europa, Azië en Amerika gewoond. In Miami sloot ze zich aan bij een dance-groep en trad ze op in verschillende clubs verspreid over de staat Florida. Toen ze 17 was keerde ze terug naar Nederland waar ze zich eerst ging bezighouden met modellenwerk. Nadat ze dit saai begon te vinden ging ze terug naar de muziek waarna ze het nummer Again opnam, dat haar enige bekendheid gaf in o.a. Nederland.

## Muziek
In 2009 scoorde Kim Leoni een #10 hit met haar nummer Medicine in de Amerikaanse Billboard Dance Chart-lijst. In Nederland was de videoclip van het nummer te zien op muziekzenders als TMF en MTV. In mei 2010 bracht ze een nieuwe single uit in samenwerking met de DJ Armand van Helden genaamd Emergency. Haar nieuwe album is ook in samenwerking met Arman van Helden gemaakt.

## Discografie

### Singles
| Single met eventuele hitnotering(en) in de Nederlandse Top 40 | Datum van verschijnen | Datum van binnenkomst | Hoogste positie | Aantal weken | Opmerkingen                          |
| ------------------------------------------------------------- | --------------------- | --------------------- | --------------- | ------------ | ------------------------------------ |
| Medicine                                                      | 2009                  | -                     | -               | -            | #10 in de Billboard Dance Chart (VS) |
| Emergency                                                     | 2010                  |                       |                 |              |                                      |
| Around & Around                                               | 2011                  |                       |                 |              |                                      |

### Andere Nummers
- "Again"
- "Go"
- "Around & Around"